# نوویه کارمالی
نوویه کارمالی (انگلیسی: Novyye Karmaly) یک شهرک در شهرستان میاکینسکی استان باشقیرستان کشور روسیه است.